# Pralormo
Pralormo là một đô thị ở tỉnh Torino trong vùng Piedmont, có vị trí cách khoảng 25 km về phía đông nam của Torino, nước Ý. Tại thời điểm ngày 31 tháng 12 năm 2004, đô thị này có dân số 1.827 người và diện tích là 29,8 km².
Pralormo giáp các đô thị: Poirino, Cellarengo, Montà, Ceresole Alba, Santo Stefano Roero, và Monteu Roero.